# 练祁河

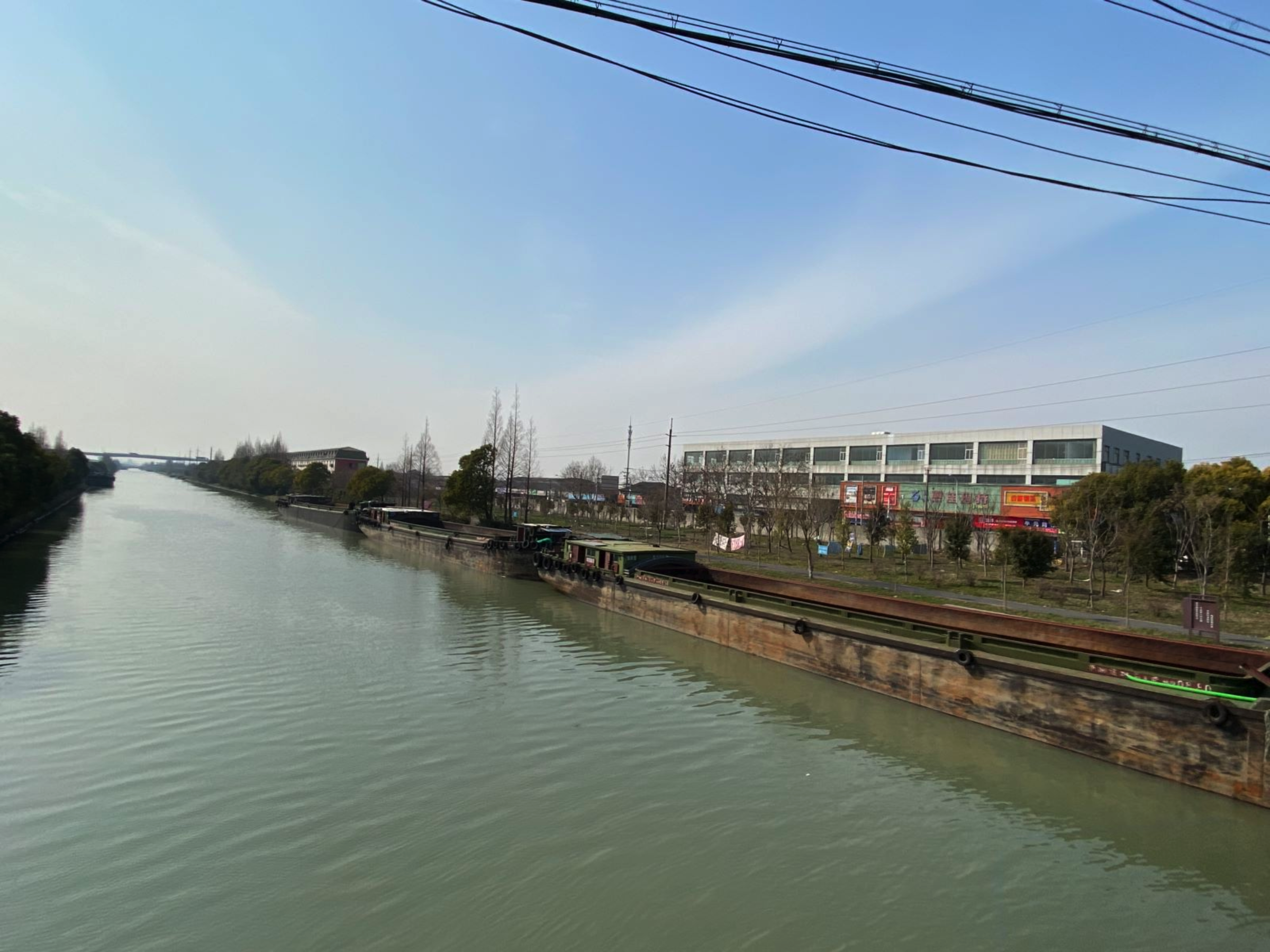
位于宝山区沪太公路桥上观望的练祁河

练祁河，又名练祁塘，是中華人民共和國上海市嘉定區和寶山區的一條河流，全長33.64公里。西起嘉定顧浦，途徑寶山羅涇、月浦和寶鋼總廠廠區後流入長江。當局在練祁河匯入長江的河口處建有練祁河閘。